# Алистър Кроули
А́листър Кроули (на английски: Aleister Crowley), с рождено име Едуард Алекса́ндър Кроули (на английски: Edward Alexander Crowley, 12 октомври 1875, Роял Лемингтън Спа – 1 декември 1947, Хейстингс), е известен английски окултист, церемониален маг, поет, писател, алпинист и художник. 
Основава религията Телема, идентифицирайки себе си като пророка, на когото е поверено да насочи човечеството към Еона на Хор в началото на XX век. Автор e на много окултни произведения, сред които „Книгата на закона“ – главният текст на Телема. Има задълбочени познания по таро и е автор на колодата „Таро на Тот“. Приживе е участник в няколко окултни организации, включително Херметическия орден на Златната зора, на който става член през 1898 г. Основател е на магическия Орден на Сребърната звезда (Argentinum Astrum) и е реформатор на Ордена на източните тамплиери (O.T.O.). Увлича се по шахмат, йога, алпинизъм, поезия, рисуване и астрология. 
Приживе, наред със съмишлениците си, си спечелва и множество неприятели, някои от които го считат за адепт на черната магия. Печели широка известност, като наркоман, бисексуален и индивидуалистичен социален критик. Остава силно влиятелна фигура над западния езотеризъм и контракултурата на 60-те г. на XX век и продължава да бъде смятан за пророк в Телема. Обект е на различни биографии и академични изследвания.

## Биография

### Ранни години

#### Детство
Едуард Александър Кроули, по-късно известен като Алистър Кроули, е роден на 12 октомври 1875 г. на Кларендън Скуеър 30 в град Роял Лемингтън Спа, Уорикшър, Англия. Баща му, Едуард Кроули (1829–1887), е инженер по образование, но благодарение на семейния пивоварен бизнес „Кроулис Алтън Ейлс" успява да се пенсионира преди раждането на сина си. Майка му, Емили Берта Бишъп (1848–1917), е от семейство от Девъншър-Съмърсет и има обтегнати отношения с Кроули, наричайки го „Звяра" – прозвище, което той с удоволствие приема.
Родителите му сключват брак през ноември 1874 г. в Кенсингтън и са ревностни евангелски християни. Баща му, първоначално квакер, се присъединява към  Ексклузивните братя – фракция на фундаменталната християнска група Плимътски братя, а майка му следва същата вяра след брака. Бащата посвещава времето си на проповеди за сектата и всеки ден след закуска чете по една глава от Библията на семейството си.
След смъртта на сестра му през 1880 г. семейството се премества в град Редхил, Съри през 1881 г. На 8-годишна възраст Кроули е изпратен в евангелско християнско училище-интернат в град Хейстингс, Съсекс, а по-късно постъпва в подготвителното училище „Ебор" в Кеймбридж, ръководено от преподобния Хенри д'Арси Чампни, който според Кроули е садист. През март 1887 г., когато е на единадесет години, баща му умира от рак на езика. Това събитие се оказва повратна точка в живота му, тъй като Кроули винаги е възхищавал на баща си, наричайки го „моя герой и моя приятел“. Наследявайки една трета от богатството му, Кроули започва да се държи лошо в училище, което води до жестоки наказания от страна на Чампни. Поради здравословни проблеми, свързани с албуминурия, семейството му го отстранява от училище.
След това Кроули учи в колежа Молвърн в град Молвърн, Устършър, и в училището Тънбридж в град Тънбридж, Кент, които той презира и напуска след няколко срока. Постепенно става все по-скептичен към християнството, като посочва библейските несъответствия на своите учители. Той се противопоставя на християнския морал, като пуши, мастурбира и има връзки с проститутки, от които се заразява с гонорея.
Изпратен да живее при учител от Братята в Истборн, Кроули посещава курсове по химия в колежа Истборн. В този период развива интереси към шахмата, поезията и алпинизма. През 1894 г. изкачва Бийчи Хед, Източен Съсекс, а на следващата година се завръща в Бернските Алпи, където изкачва върховете Айгер, Трифт, Юнгфрау, Мьонх и Ветерхорн.

#### Кеймбриджки университет (1895 – 1898)
След като приема името Алистър, през октомври 1895 г. Кроули започва обучението си в Тринити Колидж в Кеймбридж. Първоначално записан за философия, с одобрението на личния си преподавател той насочва вниманието си към английската литература – дисциплина, която тогава не е официално част от учебната програма.
Кроули се отдава на разнообразни интереси и хобита. Става президент на шахматния клуб и ежедневно отделя два часа за игра, обмисляйки професионална шахматна кариера. В същото време отдадено се занимава с литература и поезия, вдъхновен от автори като Ричард Франсис Бъртън и Пърси Биш Шели. Стихотворенията му често се публикуват в студентски издания, включително „Гранта“, „Кеймбридж Мегазин“ и „Кантаб“. Паралелно поддържа страстта си към алпинизма. Между 1894 и 1898 г. всяка година ходи в Алпите, за да се изкачва, често в компанията на приятеля си Оскар Екенстийн. През 1897 г. той прави първото изкачване на върха Мьонх без водач, което му спечелва уважение и признание в алпинистките среди.
Кроули преживява първото си значително мистично откровение по време на почивка в Стокхолм през декември 1896 г. Според биографи като Лорънс Сутин, Ричард Качински и Тобиас Чъртън, това може да е свързано с първото му гей преживяване, което му помага да осъзнае своята бисексуалност. В Кеймбридж той води активен сексуален живот с жени, предимно проститутки, от които се заразява със сифилис, но също така има и мъже любовници, въпреки че подобни връзки тогава са незаконни. През октомври 1897 г. се запознава с Хърбърт Чарлз Полит, президент на драматичния клуб „Футлайтс“ в Кеймбридж, и започва връзка с него. Връзката им приключва, тъй като Полит не споделя нарастващия интерес на Кроули към западния езотеризъм – раздяла, която Кроули дълго време съжалява.
През 1897 г. посещава Санкт Петербург, Русия, с намерението да научи руски език, тъй като обмисля дипломатическа кариера. Въпреки това през октомври същата година кратко заболяване го кара да се откаже от тези планове и да се посвети на нарастващия си интерес към окултизма.
През март 1898 г. се сдобива с „Книгата за черната магия и за споразуменията“ на Артър Едуард Уейт, последвана от „Облакът над светилището“ на Карл фон Екартсхаузен, което задълбочава интереса му към окултизма. Същата година издателят Леонард Смитърс, с когото Кроули се запознава чрез Хърбърт Полит, публикува 100 копия от поемата му Aceldama: A Place to Bury Strangers In („Aceldama: място за погребване на непознати“), но без особен успех. През същата година Кроули издава и други стихотворения, включително White Stains („Бели петна“) – декадентска колекция от еротична поезия, отпечатана в чужбина, за да избегне цензурата на британските власти.
През юли 1898 г., въпреки отличните си академични резултати, той напуска Кеймбридж, за да се посвети изцяло на своите интереси.

#### Златната зора (1898 – 1899)
През август 1898 г. Кроули посещава Цермат, Швейцария, където се запознава с химика Джулиан Л. Бейкър. Двамата споделят общ интерес към алхимията, което става основа за техните разговори. След завръщането си в Лондон Бейкър представя Кроули на Джордж Сесил Джоунс, който е член на Херметическия орден на Златната зора – окултно общество, основано през 1888 г. На 18 ноември 1898 г. Кроули е посветен във Външния орден на Златната зора от лидера на групата, Самюел Лидъл Макгрегър Мадърс. Церемонията се провежда в храма Изида-Урания, разположен в лондонската Марк Мейсънс Хол. По време на посвещението Кроули приема магическото мото и име "Frater Perdurabo", което той интерпретира като „Братко, аз ще издържа до края“.
Кроули се настанява в луксозен апартамент на Чансъри Лейн 67–69, където кани Чарлз Хенри Алън Бенет, старши член на Златната зора, да живее с него като личен учител по магия. Бенет обучава Кроули в церемониалната магия и ритуалната употреба на наркотици, като заедно изпълняват ритуалите на Готия. Впоследствие Бенет заминава за Южна Азия, за да изучава Будизма.
През ноември 1899 г. Кроули придобива дома Болескин Хаус в село Фойърс, разположено край брега на Лох Нес в Шотландия. Той се увлича от шотландската култура, наричайки себе си „Леърд от Болескин“, и често носи традиционна шотландска носия дори по време на посещенията си в Лондон. Междувременно продължава да твори поезия, публикувайки произведения като Jezebel and Other Tragic Poems („Езавел и други трагични поеми“), Tales of Archais („Приказки за Архаис“), Songs of the Spirit („Песни за духа“), Appeal to the American Republic („Апел към Американската република“) и Jephthah („Йефтай“) през 1898–1899 г. Макар че повечето от тях получават смесени отзиви от критиците, Jephthah е определена като особено успешна. 
Кроули бързо се изкачва през по-ниските степени на Херметическия орден на Златната зора и става готов за прием във вътрешния Втори орден. Неговият нестандартен начин на живот и бисексуалност обаче му създават репутация на противоречива фигура и водят до конфликти с някои членове, включително Уилям Бътлър Йейтс. След като лондонската ложа на Златната зора отказва да го посвети във Втория орден, Кроули заминава за Париж, където Самюел Лидъл Макгрегър Мадърс го приема лично като „Адепт от по-нисша степен“. Този акт задълбочава разкола между Мадърс и лондонските членове на ордена, които се противопоставят на неговото автократично ръководство. Действайки по заповед на Мадърс, Кроули, заедно със своята любовница и посветена Илейн Симпсън, предприема опит да завладее Трезора на адептите – храмовото пространство на Блайт Роуд 36 в Западен Кенсингтън. Въпреки това съдебно дело отсъжда в полза на лондонската ложа, тъй като те са заплащали наема на помещението, което оставя Кроули и Мадърс изолирани от останалата част на групата.

#### Мексико, Индия, Париж и брак (1900 – 1903)
През 1900 г. Кроули пътува до Мексико през Съединените щати и се установява в Мексико Сити, където започва романтична връзка с местна жена. Вдъхновен от културата на страната, той задълбочава експериментите си с церемониална магия, като използва енохианските инвокации на Джон Дий. Кроули твърди, че е бил посветен в Масонството по време на престоя си там и пише пиеса, вдъхновена от „Танхойзер“ на Рихард Вагнер, както и стихотворения, които по-късно издава под заглавието Oracles (Оракули).
По-късно същата година към него се присъединява неговият приятел Оскар Екенстийн и двамата заедно изкачват върховете Истаксиуатъл, Попокатепетъл и Колима, като последният трябва да изоставят заради изригване на вулкана. След като напуска Мексико, Кроули посещава Сан Франциско и отплава към Хаваите на кораба Nippon Maru. По време на пътуването има кратка връзка с омъжена жена на име Мери Алис Роджърс. Казвайки, че се е влюбил в нея, той посвещава поредица от стихотворения на романса им, публикувани през 1903 г. като Alice: An Adultery (Алис: изневяра).
По време на кратките си спирки в Япония и Хонконг Кроули продължава до Шри Ланка, където се среща със своя познат Алън Бенет, който изследва Шиваизма. Те прекарват известно време в Канди, преди Бенет да реши да стане будистки монах и да замине за Мианмар. Кроули продължава пътешествията си в Индия, отдавайки се на индуистката практика Раджа йога, чрез която вярва, че е постигнал състоянието на дхиана. По време на престоя си се обучава в храма Минакши в Мадурай, където паралелно пише поезия, публикувана по-късно под заглавието The Sword of Song (1904). Заразен с малария, Кроули трябва да се възстановява в Колката и Янгон.
През 1902 г. в Индия към него се присъединява група алпинисти, включително Оскар Екенстийн, Гай Ноулс, Х. Пфанл, В. Уесли и Жул Жако-Гийармод. Те организират експедиция, целяща да изкачи неизкачвания дотогава връх К2. По време на това предизвикателство Кроули е засегнат от грип, малария и снежна слепота, а други участници страдат от болести. Експедицията достига височина от 6100 метра, но в крайна сметка се оттегля.
След като пристига в Париж през ноември 1902 г., Кроули се присъединява към парижката артистична сцена благодарение на приятеля си, художника Джералд Кели. По това време той пише стихотворения, вдъхновени от творчеството на скулптора Огюст Роден, които по-късно, през 1907 г., публикува в сборника Rodin in Rime („Роден в рими“). Сред личностите, с които се среща в тези среди, е Съмърсет Моъм, който го използва за вдъхновение при създаването на образа на Оливър Хадо в романа си Магьосникът (1908).
През април 1903 г. Кроули се завръща в дома си Болескин, а през август същата година се жени за Роуз Едит Кели, сестра на Джералд Кели. Това е брак по сметка, с цел да предотврати нейното участие в уреден брак. Постъпката му предизвиква разрив с Джералд и семейството на Кели. На медения си месец, преминавайки през Париж, Кайро и Шри Ланка, Кроули се влюбва истински в Роуз и посвещава време, за да изрази обичта си към нея. Плод на тези чувства са любовни стихотворения, публикувани по-късно в Rosa Mundi and other Love Songs (1906), както и религиозната сатира Why Jesus Wept („Защо Исус плака“) (1904).

### Развитие на Телема

#### Египет иКнигата на закона(1904)
През февруари 1904 г. Алистър Кроули и съпругата му Роуз пристигат в Кайро, където се представят за принц и принцеса. Те наемат апартамент и създават храмова стая, където Кроули извършва ритуали за призоваване на древноегипетски божества, докато изучава суфизма и арабския език.
Според по-късните му разкази, Роуз редовно изпадала в делириум и твърдяла, че „те го очакват“. На 18 март тя пояснява, че „те“ са бог Хор, а два дни по-късно обявява настъпването на „Равноденствието на боговете“. Тя води Кроули до музея в Кайро, където му показва погребална стела от VII век пр.н.е., известна като Стелата на Анкх-еф-ен-Кхонсу. Кроули отдава особено значение на факта, че номерът на експоната е 666 – числото на звяра според християнската традиция. По-късно той нарича стелата „Стелата на разкриването“.
Според по-късните му изявления, на 8 април 1904 г. той чува безплътен глас, който се представя като Айвас, пратеник на бог Хор или Хор-Паар-Краат. Твърди, че е записал всичко, което този глас му е предал в продължение на три дни, озаглавявайки го Liber AL vel Legis („Книгата на закона“). В книгата се обявява, че човечеството навлиза в нов Еон, а Кроули ще бъде негов пророк. Основното послание на този нов Еон е „Прави каквото искаш ще бъде целият Закон“, като хората трябва да живеят в хармония със своята истинска воля. Тази книга и заложената в нея философия формират основата на религията Телема.
Кроули признава, че първоначално не знае какво да прави с „Книгата на закона“. Той често се противопоставя на инструкциите, дадени в текста, които включват действия като кражба на Стелата на разкриването от музея, укрепване на собствен остров и превод на книгата на всички световни езици. Вместо това той решава да разпрати машинописни копия на произведението до няколко познати окултисти, след което оставя ръкописа настрана и не му обръща сериозно внимание.

#### Канчендзьонга и Китай (1905–1906)
След завръщането си в дома си Болескин Кроули започва да вярва, че Самюел Мадърс използва магия срещу него, което води до прекратяване на отношенията им. На 28 юли 1905 г. съпругата му Роуз ражда първото им дете, дъщеря на име Лилит. За да забавлява възстановяващата се Роуз, Кроули пише порнографската творба Snowdrops from a Curate's Garden („Кокичета от градината на кюрето“). Той също така основава издателска компания, наречена Обществото за разпространение на религиозната истина, като пародия на Обществото за насърчаване на християнското познание. Чрез нея публикува свои произведения, включително Събраните съчинения на Кроули, редактирани от неговия приятел Айвор Бак, който е хирург и любител на литературата. Макар че поезията му често предизвиква силни реакции – както положителни, така и отрицателни, тя не се продава добре.
В опит да привлече внимание, Кроули обявява награда от 100 лири за най-доброто есе върху творчеството му. Победителят, Дж. Ф. С. Фулър, британски офицер и военен историк, пише есето The Star in the West (1907), в което обявява поезията на Кроули за една от най-великите, писани някога.
Кроули предприема амбициозен опит да изкачи Кангчендзьонга – една от най-коварните планини в света, разположена в Хималаите на Непал. Той е придружаван от Жул Жак-Гийармод, Шарл Адолф Реймон, Алексис Паш и Алчести Ч. Риго де Риги. Експедицията обаче е белязана от сериозни конфликти между Кроули и останалите катерачи, които го критикуват за неговия рискован подход. Споровете кулминират с бунт срещу лидерството на Кроули, при което част от екипа решава да се върне надолу по планината, въпреки предупрежденията му за предстоящата нощна опасност. За съжаление, тези опасения се оправдават – Паш и няколко носачи губят живота си при злополука. Алпинистката общност остро критикува Кроули за случилото се, поставяйки го в центъра на значителен обществен дебат.
Прекарвайки известно време в Мохарбхандж, Алистър Кроули участва в лов на едър дивеч и пише хомоеротичното произведение  The Scented Garden („Ухаещата градина“). Впоследствие той се среща със съпругата си Роуз и дъщеря им Лилит в Колката, но скоро е принуден да напусне Индия, след като несмъртоносно прострелва двама мъже, опитващи се да го ограбят.
Гостувайки за кратко на Алън Бенет в Мианмар, Кроули и семейството му решават да обиколят Южен Китай. Те наемат носачи и бавачка за пътуването, което преминава през Тенчун, Юнгчанг, Дали, Кунмин и завършва в Ханой. През това време Кроули пуши опиум и се посвещава на духовна и магическа работа, като ежедневно рецитира „Ритуала на неродените“ – призоваване към неговия свети ангел хранител.
Докато Роуз и Лилит се връщат в Европа, Кроули заминава за Шанхай, за да се срещне с Илейн Симпсън, която проявява силен интерес към „Книгата на закона“. Заедно извършват ритуали в опит да се свържат с Айвас. След това Кроули отплава за Япония и Канада, преди да стигне до Ню Йорк, където безуспешно търси подкрепа за нова експедиция до Кангчендзьонга.
При завръщането си във Великобритания той получава трагичната вест, че дъщеря му Лилит е починала от тифоидна треска в Янгон. Кроули отдава вината за това на алкохолизма на жена му Роуз, което допринася за емоционалния му стрес. Здравето му започва да се влошава и той претърпява няколко хирургични операции. В този период започва краткотрайни романтични връзки с актрисата Вера „Лола“ Невил и писателката Ада Левърсън. Междувременно Роуз ражда втората им дъщеря, Лола Заза, през февруари 1907 г.

#### A∴A∴ и Свещените книги на Телема (1907–1909)
С помощта на своя стар наставник Джордж Сесил Джоунс Алистър Кроули провежда ритуалите на Абрамелин в хотел „Ашдаун Парк“ в Кулдсън, Съри. Според Кроули тези практики му помагат да постигне състоянието на самадхи – единение с Бога, което той определя като повратен момент в живота си. По време на ритуалите той интензивно употребява хашиш и през 1909 г. пише есе, озаглавено The Psychology of Hashish („Психологията на хашиша“), в което изразява подкрепа за употребата на веществото като средство за мистично прозрение. Той също твърди, че през октомври и ноември 1907 г. Айвас отново се свързва с него и му диктува текстовете Liber VII и Liber Cordis Cincti Serpente, които по-късно са включени в сборника със Свещените книги на Телема.
През последните месеци на 1907 г. Кроули записва още няколко телемски свещени книги, включително Liber LXVI, Liber Arcanorum, Liber Porta Lucis, Sub Figura X, Liber Tau, Liber Trigrammaton и Liber DCCCXIII vel Ararita. Той твърди, че всички тези текстове са получени от свръхестествени източници. Според Кроули през юни 1909 г., след като ръкописът на Книгата на закона е преоткрит в Болескин, той осъзнава, че Телема представлява обективната истина.
Наследството на Кроули започва да се изчерпва, което го подтиква да търси начини за финансова подкрепа. Той е нает от Джордж Монтагю Бенет, граф на Танкървил, за да го защити от предполагаемо магьосничество. Осъзнавайки, че параноята на Бенет е свързана с пристрастяването му към кокаина, Кроули го отвежда на почивка във Франция и Мароко, за да му помогне да се възстанови. През 1907 г. той също започва да приема студенти, които плащат, които обучава в окултни и магически практики. Поетът Виктор Нойбург, когото Кроули среща през февруари 1907 г., става негов сексуален партньор и най-близък ученик. През 1908 г. двамата обикалят Северна Испания, преди да се отправят към Танжер, Мароко. На следващата година Нойбург остава в Болескин, където той и Кроули се занимават със садомазохизъм. Кроули продължава да пише плодотворно, създавайки поетични произведения като Ambergris („Амбра“), Clouds Without Water („Облаци без вода“) и Konx Om Pax, както и първия си опит за автобиография, The World's Tragedy („Световната трагедия“). Признавайки популярността на кратките истории на ужасите, Кроули написва свои собствени, някои от които са публикувани, и също така публикува няколко статии в сп. „Венити Феър“, редактирано от неговия приятел Франк Харис. Той също така написва Liber 777 – книга с магически и кабалистични съответствия, заимствана от Мадърс и Бенет.
През ноември 1907 г. Кроули и Джордж Сесил Джоунс основават окултния орден A∴A∴, който е замислен като наследник на Херметическия орден на Златната зора. В това начинание те са подпомогнати от Дж. Ф. С. Фулър. Седалището и храмът на A∴A∴ се намират на улица „Виктория“ 124 в централен Лондон. Ритуалите на ордена черпят вдъхновение от тези на Златната зора, но са обогатени с телемитски елементи. Сред първите членове на A∴A∴ са адвокатът Ричард Ноел Уорън, художникът Остин Осман Спеър, Хорас Шеридан-Бикърс, писателят Джордж Рафалович, Франсис Хенри Еверард Джоузеф Фейлдинг, инженерът Хърбърт Едуард Инман, Кенет Уорд и Чарлз Стансфелд Джоунс. През март 1909 г. Кроули започва издаването на периодичното издание The Equinox, което става официален орган на A∴A∴. Той го описва като „Преглед на научния илюминизъм“.
С нарастващото си разочарование от алкохолизма на Роуз Кроули подава молба за развод през ноември 1909 г., като се позовава на собствената си изневяра като причина. Грижите за дъщеря им Лола са поверени на Роуз, а връзката между двамата остава приятелска, като тя продължава да живее в Болескин. За съжаление алкохолната зависимост на Роуз се задълбочава, което довежда до нейното институционализиране през септември 1911 г.

#### Алжир и Елевзински ритуали (1909–1911)
През ноември 1909 г. Кроули и Виктор Нойбург предприемат пътуване до Алжир, преминавайки през пустинята от град Джендуба до Сур Ел Гизлан, Бу Саада и Да'лех Адин. По време на пътуването Кроули рецитира Корана, за да се противопостави на чувствата на страх и благоговение, които нарастват в него. По време на експедицията той извиква тридесетте етера на Енохианската магия, като Нойбург записва наблюденията и резултатите от тези призовавания. По-късно тези записи са публикувани в The Equinox под заглавието The Vision and the Voice („Видението и гласът“). Кулминацията на магическите ритуали включва ритуал на сексуална магия на върха на планина, след което Кроули призовава демона Хоронзон. Това призоваване включва и жертвоприношение, което Кроули определя като прелом в неговата магическа кариера.
През януари 1910 г., след като се завръща в Лондон, Кроули установява, че Самюел Мадърс го е завел в съда, обвинявайки го за публикуването на тайните на Херметическия орден на Златната зора в The Equinox. Въпреки това съдът отсъжда в полза на Кроули, което предизвиква значителен медиен интерес и му носи по-голяма публичност. Кроули използва вниманието, за да подсили сензационния си имидж, представяйки се като сатанист и застъпник за човешки жертвоприношения – въпреки че тези твърдения не отговарят на истината и служат по-скоро за поддържане на публичния му образ.
Публичността привлича нови членове към A∴A∴, сред които Франк Бенет, Джеймс Бейли, Хърбърт Клоуз и Джеймс Уиндрам. Австралийската цигуларка Лейла Уодъл скоро става любовница на Кроули. Решавайки да разшири своите учения до по-широка публика, Кроули разработва Ритуалите на Артемида – публично изпълнение на магия и символизъм, включващо членове на A∴A∴, олицетворяващи различни божества. За първи път е изпълнено в централата на A∴A∴, като на присъстващите е даден плодов пунш, съдържащ пейот, за да подобри изживяването си. Различни членове на пресата присъстват и докладват до голяма степен положително за него. През октомври и ноември 1910 г. Кроули решава да постави нещо подобно, Rites of Eleusis (Елевзински ритуали), в Какстън Хол, Уестминстър. Този път отзивите в пресата са смесени. Кроули е подложен на особена критика от Уест де Уенд Фентън, редактор на вестник „Лукинг Глас“, който го нарича „един от най-богохулните и хладнокръвни злодеи на съвремието". Статиите на Фентън предполагат, че Кроули и Джоунс са участвали в хомосексуална дейност; Кроули няма нищо против, но Джоунс неуспешно съди за клевета. Фулър прекъсва приятелството си и участието си с Кроули заради скандала и Кроули и Нойбург се връщат в Алжир за по-нататъшни магически действия.
През този период The Equinox продължава да излиза, както и различни книги на Кроули, включително Ambergris, The Winged Beetle („Крилатият бръмбар“) и The Scented Garden, както и произведения на други автори, като The Triumph of Pan от Виктор Нойбург и The Whirlpool на Етел Арчър.
През 1911 г. Кроули, заедно с Лейла Уодъл, прекарва време в Монтини сюр Луан, където пише с изключителна плодовитост. Творческите му усилия включват стихотворения, разкази, пиеси и общо 19 произведения за магия и мистицизъм, сред които са последните две Свещени книги на Телема.
В Париж Кроули се запознава с Мери Дести, която става неговата „Алена жена“ (богинята Бабалон). Двамата предприемат магически дейности в Санкт Мориц, като Кроули вярва, че Тайният вожд Аб-ул-Диз говори чрез нея. Вдъхновен от нейните изявления, направени в транс, той написва двутомната Book 4 (1912–1913). Именно през този период Кроули популяризира изписването „magick“ за паранормалното явление, за да го разграничи от сценичната магия (magic) на илюзионистите.

#### Орден на източните тамплиери и работата в Париж (1912–1914)
В началото на 1912 г. Кроули публикува The Book of Lies („Книгата на лъжите“) – произведение на мистицизъм, което биографът Лорънс Сутин описва като „най-големия му успех в сливането на талантите му на поет, учен и маг“. Германският окултист Теодор Ройс по-късно го обвинява, че е публикувал някои от тайните на собствения му окултен орден – Орденът на източните тамплиери (O.T.O.), в Книгата. Кроули убеждава Ройс, че приликите са случайни и двамата стават приятели. Ройс назначава Кроули за ръководител на британския клон на O.T.O, Mysteria Mystica Maxima (MMM), и на церемония в Берлин Кроули приема магическото име Бафомет и е провъзгласен за „X° Върховен рекс и Суверенен велик генерал майстор на Ирландия, Йона и всички британци“. С разрешението на Ройс Кроули се заема да рекламира МММ и да пренапише много O.T.O. ритуалите, които тогава се основават до голяма степен на Масонството; неговото включване на телемитски елементи се оказва противоречиво в групата. Очарован от акцента на O.T.O върху сексуалната магия, Кроули измисля магическа работа, базирана на анален секс, и я включва в учебната програма за тези O.T.O. членове, които са били посветени в единадесета степен.
През март 1913 г. Кроули действа като продуцент на Рагид Рагтайм Гърлс – група от цигуларки, водени от любовницата му Уодъл, докато те изпълняват в лондонския театър „Олд Тиволи“. Впоследствие те свирят в Москва в продължение на шест седмици, където Кроули има садомазохистична връзка с унгарката Ани Ринглър. Там той продължава да пише пиеси и поезия, включително "Hymn to Pan" и Гностичната меса – телемитски ритуал, който става ключова част от O.T.O. литургията. Чъртън предполага, че Кроули е пътувал до Москва по заповед на британското разузнаване, за да шпионира революционните елементи в града.
През януари 1914 г. Кроули и Нойбург се установяват в апартамент в Париж, където първият участва в спора около новия паметник на Якоб Епщайн на Оскар Уайлд. Заедно Кроули и Нойбург изпълняват 6-седмичната „Парижка работа“ – период на интензивен ритуал, включващ употреба на силни наркотици, в който те призовават боговете Меркурий и Юпитер. Като част от ритуала, двойката изпълнява актове на сексуална магия заедно, понякога към тях се присъединява журналистът Уолтър Дюранти. Вдъхновен от резултатите от Работата, Кроули написва Liber Agapé („Книга за Агапè“) – трактат за сексуалната магия. След Парижката работа, Нойбург започва да се дистанцира от Кроули, което води до спор, в който Кроули го проклина.

#### САЩ (1914 – 1919)
Към 1914 г. Кроули живее в условия на крайна бедност, разчитайки основно на дарения от членове на ордена му A∴
A∴ и на вноски, направени към O.T.O. През май той прехвърля собствеността на Болескин Хаус на MMM по финансови причини, а през юли се занимава с алпинизъм в Швейцарските Алпи. По това време избухва Първата световна война. След като се възстановява от пристъп на флебит, през октомври 1914 г. Кроули отплава за Съединените щати на борда на RMS Lusitania. Пристигайки в Ню Йорк, той се настанява в хотел и започва да печели пари, пишейки за американското издание на сп. „Венити Феър“ и изпълнявайки свободна работа за известната астроложка Еванджелин Адамс. В града той продължава да експериментира със сексуална магия, използвайки мастурбация, проститутки и мъжки клиенти на турска баня; всички тези преживявания са документирани в дневниците му.
Кроули, заявявайки ирландски произход и подкрепа за независимостта на Ирландия от Великобритания, започва да изразява подкрепа за Германия във войната ѝ срещу Великобритания. Той се включва в прогерманското движение в Ню Йорк, а през януари 1915 г. прогерманският пропагандист Джордж Силвестър Вирек го наема като писател за пропагандния вестник The Fatherland, посветен на запазването на неутралитета на САЩ в конфликта. В по-късни години критиците обвиняват Кроули в предателство към Великобритания заради тези действия.
Кроули започва връзка с Джийн Робърт Фостър, с която обикаля Западното крайбрежие. Във Ванкувър, централата на Северноамерикански Орден на източните тамплиери, той се среща с Чарлз Стансфелд Джоунс и Уилфред Талбот Смит, за да обсъдят разпространението на Телема в континента. В Детройт експериментира с пейот в Парк-Дейвис, след което посещава Сиатъл, Сан Франциско, Санта Крус, Лос Анджелис, Сан Диего, Тихуана и Гранд Каньон, преди да се върне в Ню Йорк. Там той се сприятелява с Ананда Кумарасвами и съпругата му Алис Ричардсън; Кроули и Ричардсън извършват сексуална магия през април 1916 г., след което тя забременява и след това абортира. По-късно същата година той се „пенсионира магически“ в хижа край езерото Паскуани, собственост на Еванджелин Адамс. Там той употребява тежки наркотици и прави ритуал, след който се провъзгласява за „майстор Терион“. Също така написва няколко разказа, базирани на „Златната клонка“ на Джеймс Джордж Фрейзър и произведение на литературната критика The Gospel According to Bernard Shaw („Госпелът според Бърнард Шоу“).
През декември се премества в Ню Орлиънс, любимия му град в САЩ, преди да прекара февруари 1917 г. с евангелски християнски роднини в Титусвил, Флорида. Връщайки се в Ню Йорк, той се премества при художника и член на A∴A∴ Леон Енгърс Кенеди през май, научавайки за смъртта на майка си. След разпадането на The Fatherland Кроули продължава да работи с Вирек, който го назначава за редактор на списанието за изкуства „Интернешънъл“. Кроули го използва, за да популяризира Телема, но скоро спира да излиза. След това се премества в студиото на Роди Минор, който става негов партньор и Алена жена. Чрез техните ритуали, които Кроули нарича „Работата на Амалантрата“, той вярва, че с тях се е свързала свръхестествена същност на име Лам. Връзката скоро приключва.
През 1918 г. Кроули отива на магическо уединение в пустинята на остров Есопус на река Хъдсън. Там той започва адаптация на Дао Дъ Дзин, рисува телемитски лозунги по крайбрежните скали и изживява спомени от минали животи като Ге Сюан, папа Александър VI, Алесандро Калиостро и Елифас Леви. Обратно в Ню Йорк, той се премества в Гринуич Вилидж, където взема Лия Хирсиг за  любовница и следваща Алена жена. Започва да рисува като хоби, излагайки работата си в Либералния клуб на Гринич Вилидж и привличайки вниманието на „Ивнинг Уърлд“. С финансовата помощ на симпатизиращи масони, Кроули възражда The Equinox с първия брой на том III, известен като The Blue Equinox („Синьото равноденствие“). Той прекарва средата на 1919 г. на ваканция с алпинизъм в Монтаук, преди да се върне в Лондон през декември.

#### Абатство Телема
Обратно в Лондон, Кроули е атакуван от таблоида „Джон Бул“, който го нарича „предателска измет“ заради работата му с германските военни усилия; няколко приятели, запознати с неговата разузнавателна работа, го призовават да го съди, но той се отказва. Лекар му предписва хероин за лечение на астма, към който той скоро се пристрастява.
През януари 1920 г. Кроули се премества в Париж, наемайки къща във Фонтенбло с американската учителка Лия Хирсиг. Двойката става тройка с Нинет Шумуей. С тях живее и новородената дъщеря на Лия, Ан Лия, наречена „Пупе“. Кроули има идеи за формиране на общност от Телемити, която той нарича Абатство „Телема“ по Abbaye de Thélème в сатирата на Франсоа Рабле „Гаргантюа и Пантагрюел“. След като се консултира с И Дзин, той избира Чефалу в Сицилия като място и след като пристига там, наема старата вила „Санта Барбара“ като свое абатство на 14 април.
Премествайки се в комуната с Хирсиг, Шумуей и техните деца Ханси, Хауърд и Пупе, Кроули описва сценария като „съвършено щастлив... моята представа за рая.” Те носят одежди и изпълняват ритуали на бога на слънцето Ра в определено време през деня, като също така понякога изпълняваха гностичната литургия; през останалата част от деня са оставени да следват собствените си интереси. Предприемайки широко разпространени кореспонденции, Кроули продължава да рисува, написва коментар върху „Книгата на закона“ и преработва третата част на Book 4. Той предлага свободно образование за децата, позволявайки им да си играят по цял ден и да стават свидетели на актове на сексуална магия. От време на време пътува до Палермо за срещи с мъжки проститутки и за да купи провизии, включително лекарства. Пристрастеността му към хероина започва да доминира в живота му и кокаинът започва да разяжда носната му кухина. Абатството не се чисти и диви кучета и котки се разхождат из сградата, която скоро става нехигиенична. Пупе умира през октомври 1920 г. и Нинет ражда дъщеря, Астарта Лулу Пантеа, скоро след това.
Нови последователи продължават да пристигат в абатството, за да бъдат обучавани от Кроули. Сред тях е филмовата звезда Джейн Улф, която пристига през юли 1920 г., където е посветена в ордена A∴A∴ и става секретарка на Кроули. Друг последовател е Сесил Фредерик Ръсел, който често спори с Кроули, не харесвайки еднополовата сексуална магия, която трябва да изпълнява, и напуска след година. По-благоприятен е австралийският телемит Франк Бенет, който също прекарва няколко месеца в абатството.
През февруари 1922 г. Кроули се завръща в Париж в неуспешен опит да се отърве от пристрастяването си към хероина. След това заминава за Лондон в търсене на пари, където публикува статии в „Инглиш Ревю“, критикуващи Закона за опасните наркотици от 1920 г. и написва романа The Diary of a Drug Fiend („Дневникът на един наркоман“), завършен през юли. При публикуването получава смесени отзиви; той е критикуван от „Сънди Експрес“, който призова за изгарянето му и използва влиянието си, за да предотврати по-нататъшни препечатки.
Впоследствие млад телемит на име Раул Лавдей се премества в абатството със съпругата си, британския модел и певица Бети Мей. Докато Лавдей е отдаден на Кроули, Мей мрази него и живота в комуната. По-късно тя казва, че Лавдей е бил накаран да пие кръвта на принесена в жертва котка и че от тях се е изисквало да се порежат с бръсначи всеки път, когато използват местоимението „аз“. Лавдей пие от местен замърсен поток, скоро развива чернодробна инфекция, което води до смъртта му през февруари 1923 г. Връщайки се в Лондон, Мей разказва историята си на пресата. Джон Бул обяви Кроули за „най-злият човек на света“ и „човек, когото бихме искали да обесим“ и въпреки че Кроули смята много от обвиненията срещу него за клеветнически, той не може да си позволи съдебните такси, за да ги съди. В резултат на това Джон Бул продължава атаката си, като историите му се повтарят във вестниците в цяла Европа и в Северна Америка. Фашисткото правителство на Бенито Мусолини научава за дейността на Кроули и през април 1923 г. той получава известие за депортиране, което го принуждава да напусне Италия; без него абатството затваря.

### Късни години

#### Тунис, Париж и Лондон (1923 – 1929)
Кроули и Лия Хирсиг отиват в Тунис, където, преследван от продължаващо лошо здраве, Кроули отново неуспешно се опитва да се откаже от хероина и започва да пише това, което той нарича своята „автоагиография", The Confessions of Aleister Crowley („Изповедите на Алистър Кроули“). Към тях се присъединява телемитът Норман Мъд, който става консултант по връзки с обществеността на Кроули.
През януари 1924 г. Кроули пътува до Ница, Франция, където се среща с писателя Франк Харис, претърпява серия операции на носа и посещава Института за хармонично развитие на човека, и има положително мнение за неговия основател Георги Гурджиев. Финансово затруднен, той взема за последовател богатия студент Александър Зу Золар, преди да вземе друг американски последовател, Дороти Олсън. Кроули отвежда Олсън в Тунис за магическо убежище в Нефта, където през 1924 г. пише To Man (Към Човека) – декларация за собствения си статут на пророк, натоварен да донесе Телема на човечеството. След като прекарват зимата в Париж, в началото на 1925 г. Кроули и Олсън се завръщат в Тунис, където през 1938 г. пише The Herat of the Master (1938) като разказ за видение, което преживява в транс. През март Олсън забременява от него и Хирсиг е повикана да се грижи за нея. Олсън прави спонтанен аборт, след което Кроули я връща във Франция. По-късно Хирсиг се дистанцира от Кроули, който след това се отказва от нея.
Според Кроули Ройс го е назначил за ръководител на Ордена на източните тамплиери след смъртта му, но това е оспорено от лидер на германския клон, Хайнрих Тренкер. Тренкер свиква конференцията на Хоенлойбен в Тюрингия, Германия, на която Кроули присъства. На нея видни членове като Карл Гермер и Марта Кюнцел защитават лидерството на Кроули, но други ключови фигури като Албин Грау, Оскар Хопфер и Анри Бирвен подкрепят Тренкер, като се противопоставят, което води до разцепление в ордена.
Премествайки се в Париж, където скъсва с Олсън през 1926 г., Кроули преминава през голям брой любовници през следващите години, с които експериментира в сексуалната магия. През цялото време той е преследван от лошо здраве, до голяма степен причинено от пристрастяването му към хероина и кокаина. През 1928 г. Кроули е представен на Франсис Израел Регарди, млад англичанин, който прегръща Телема и става негов секретар за следващите три години. През същата година Кроули се среща и с английския писател Джералд Йорк, който започва да организира финансите на Кроули, но никога не става телемит. Той също се сприятелява с журналиста Том Дриберг; Дриберг също не приема Телема. Именно тук Кроули публикува и една от най-значимите си творби, Magick in Theory and Practice („Магия на теория и практика“), която по онова време не получава много внимание.
През декември 1928 г. Кроули се запознава с никарагуанката Мария Тереза Санчес (известна и като Мария Тереза Ферари де Мирамар). Поради лошата му репутация и опасенията, че е германски агент, френските власти го депортират. За да може Санчес да се присъедини към него във Великобритания, през август 1929 г. двамата сключват брак. В Лондон „Мандрейк Прес“ се заема да публикува неговата автобиография в шест тома с ограничен тираж, като издава и романа му Moonchild („Дете на Луната“) заедно със сборника разкази The Stratagem („Стратагемата“). Въпреки това през ноември 1930 г. издателството фалира, преди да бъде отпечатана пълната версия на Confessions. Междувременно собственикът на Мандрейк, П. Р. Стивънсън, написва „Легендата за Алистър Кроули“ – анализ на медийното отразяване на неговата личност.

#### Берлин и Лондон (1930 – 1938)
През април 1930 г. Кроули се премества в Берлин, където започва магическо партньорство с Хани Джегар. Връзката им е изпълнена с трудности. През септември той пътува до Лисабон, Португалия, за да се срещне с поета Фернанду Песоа. Там решава да инсценира собствената си смърт със съдействието на Песоа, като това се случва на скалната формация Бока до Инферно. След три седмици Кроули се появява отново в Берлин за откриването на художествената си изложба в галерия „Нойман-Нирендорф“. Неговите картини, вдъхновени от немския експресионизъм, получават предимно положителни отзиви, макар и малко да бъдат продадени.
През август 1931 г. той започва бурна връзка с Берта Буш, характеризираща се с чести физически сблъсъци. В Берлин Кроули продължава да има интимни връзки както с мъже, така и с жени и се среща с известни личности като Олдъс Хъксли и Алфред Адлер. През януари 1932 г. става приятел с комуниста Джералд Хамилтън, който му осигурява достъп до крайно левите кръгове в града. По това време има предположения, че Кроули може да е сътрудничил на британското разузнаване, следейки комунистическите дейности.
След като се разделя с Буш, Кроули се завръща в Лондон, където избира Пърл Бруксмит за новата си „Алена жена". Той се подлага на допълнителна операция на носа и през 1932 г. е почетен гост на литературен обяд, организиран от Фойлс, както и на събитие, водено от Хари Прайс в Националната лаборатория за психични изследвания.
За да се справи с финансовите си проблеми, Кроули завежда серия от съдебни дела срещу хора, които смята за виновни в клевета срещу него. Макар че някои от тези дела завършват успешно, той губи голямо и широко разгласено дело срещу Constable and Co за публикуването на книгата Laughing Torso на Нина Хамнет, където, според него, е представен неправилно като практикуващ черна магия, но губи делото. Загубата в съда допълнително утежнява неговата финансова ситуация и в началото на 1935 г. той е обявен в несъстоятелност. По време на делото става ясно, че разходите му значително надвишават доходите му в продължение на години.
Кроули установява близко приятелство с Дейдре Патриша Дохърти, която изразява желание да му роди дете. През май 1937 г. се ражда синът им Рандал Гаир, когото Кроули нарича с прякора „Алистър Ататюрк“. Рандал загива в автомобилна катастрофа през 2002 г. на 65 години.
През този период Кроули поддържа активно социално общуване с приятели, организирайки къри партита, на които демонстрира кулинарните си умения с изключително пикантни ястия. През 1936 г. той публикува The Equinox of the Gods („Еквинокс на боговете“), първата си книга за последните шест години. Тя включва факсимиле на „Книгата на закона“ и е класифицирана като том III, номер 3 от периодичното издание The Equinox. Успехът на произведението води до втори тираж.
На следващата година Кроули изнася публични лекции по йога в Сохо, а по това време разчита най-вече на финансовата подкрепа на Agape Lodge, подразделение на Ордена на източните тамплиери в Калифорния, ръководено от ракетния учен Джак Парсънс. Въпреки че е привлечен от възхода на нацизма в Германия, под влиянието на приятелката си Марта Кюнцел вярва, че Адолф Хитлер може да приеме Телема. Впоследствие, когато нацистите забраняват германския клон и затварят неговия лидер Гермер (който успява да избяга в САЩ), Кроули рязко критикува Хитлер, наричайки го „черен магьосник“.

#### Втора световна война и смърт (1939 – 1947)
Когато избухва Втората световна война, Кроули предлага услугите си на Военноморското разузнаване, но получава отказ. Той поддържа контакти с различни фигури от британската разузнавателна общност, включително Денис Уитли, Роалд Дал, Иън Флеминг и Максуел Найт, и твърди, че е създал знака „V за победа“, който е използван за първи път от Bоенно-въздушните сили – въпреки че това никога не е доказано.
През 1940 г. здравето му се влошава, а липсата на достъп до лекарства, произведени в Германия, го кара да се върне към употребата на хероин, което води до нова зависимост. По време на бомбардировките над Лондон, Кроули се премества в Торки, Девън, където за кратко е хоспитализиран с астма и прекарва времето си с посещения в местен шахматен клуб. След известно време той се завръща в Лондон, където посреща американския телемит Грейди Макмъртри и му присъжда титлата „Хименей Алфа“. Кроули посочва Макмъртри като наследник на Карл Гермър в ръководството на Ордена на източните тамплиери след смъртта му.
С помощта на лейди Фрида Харис, член на Ордена, Кроули разработва комплект карти таро, които сам проектира, а Харис рисува. Проектът е придружен от книга, публикувана през 1944 г. под заглавие The Book of Thoth („Книгата на Тот“). За да подкрепи военните усилия, Кроули пише прокламацията „Liber OZ“ за правата на човечеството, както и стихотворение за освобождението на Франция, озаглавено Le Gauloise. През този период Кроули публикува поетичния сборник Olla: An Anthology of Sixty Years of Song („Olla: Антология от шестдесет години песен“), а проектът му Aleister Explains Everything („Алистър обяснява всичко“) е публикуван посмъртно като Magick Without Tears („Магия без сълзи“).
През април 1944 г. Кроули за кратко се премества в село Астън Клинтън, Бъкингамшър, където е посетен от поетесата Нанси Кунард, преди да се премести в Хейстингс в Съсекс, където се установява в пансиона в Недъруд. Той взема млад мъж на име Кенет Грант за свой секретар, като му плаща в магическо обучение, а не със заплата. Той е представен и на Джон Саймъндс, когото назначава за негов литературен изпълнител; Саймънд по-късно публикува неблагоприятни биографии за него. Кореспондирайки с илюзиониста Арнолд Кроутър, именно чрез него Кроули е запознат с Джералд Гарднър, бъдещият основател на Гарднърийската Уика (традиция от неопаганската религия Уика). Те стават приятели, като Кроули упълномощааи Гарднър да съживи болния Oрден на източните тамплиеири на Великобритания. Друг посетител е Елиза Мариан Бътлър, която интервюира Кроули за книгата си „Митът за магьосника“. Други приятели и семейство също прекарват време с него, сред които Дохърти и синът на Кроули „Алистър Ататюрк“.
На 1 декември 1947 г. Кроули умира на 72-годишна възраст в Хейстингс от хроничен бронхит, усложнен от плеврит. Погребението му в Брайтън предизвиква противоречия и е обявено за черна меса от таблоидите. Тялото му е кремирано, а прахът изпратен на Карл Гермър в САЩ, който го погребва в своята градина в Ню Джърси.

## Произведения
- Бели петна: Литературните останки на Джордж Арчибалд Бишъп, невропат от Втората империя (White Stains: The Literary Remains of George Archibald Bishop, a Neuropath of the Second Empire, 1898 г.)
- Събрани съчинения на Алистър Кроули (в 3 тома) (Collected Works of Aleister Crowley, 1905, 1906, 1907 г.)
- Книгата на закона (The Book of the Law, 1904 г.)
- Конкс Ом Пакс: Есета в светлина (Konx Om Pax: Essays in Light, 1907 г.)
- Танхойзер: История за всички времена (Tannhäuser: A Story of All Time, 1907 г.)
- Облаци без вода (Clouds without Water, 1909 г.)
- ΘΕΛΗΜΑ, 3 тома (1909 г.) Първо издание на Liber L vel Legis в том III
- Равноденствието. Част I (в 10 тома) (The Equinox, 1909 – 1913 г.)
- Видението и Гласът (The Vision and the Voice, Liber 418, 1909 г.)
- Книга 4 (Book 4, 1912 – 1913 г.)
- Книгата на лъжите, която също е фалшиво наричана Breaks (The Book of Lies, which is also falsely called Breaks, 1913 г.)
- Книгата на Мъдростта или Глупостта (The Book of Wisdom or Folly, Liber Aleph, 1918 г.)
- Синьото равноденствие (The Blue Equinox, 1919 г.)
- Дневникът на един наркоман (The Diary of a Drug Fiend, 1923 г.)
- Изповедите (The Confessions, 1923 г.)
- Книгата на Тот (The Book of Thoth, 1924 г.)
- Малки есета към истината (Little Essays Toward Truth, 1938 г.)
- Осем йога лекции (Eight Lectures on Yoga, 1939 г.)
- Магия без сълзи (Magick without Tears, 1945 г.)
- Законът е за всички (The Law is for All, 1975 г.) и др.

## Наследство и влияние
Кроули има широко влияние върху британската популярна култура, вдъхновявайки редица литературни герои и оставяйки отпечатък върху музиката, литературата и съвременните медии:
- Литературни вдъхновения: След времето му, прекарано в Чефалу, Сицилия, което привлича общественото внимание в родината му, се появяват редица „литературни версии“ на Кроули – герои в художествени произведения, базирани на него. Един от най-ранните примери е поетът Шели Арабин в романа на Джон Бюшан The Dancing Floor (1926). Писателят Денис Уитли използва Кроули като основа за героя Деймиън Моката – пълничък, плешив бивш свещеник, практикуващ черна магия, в романа The Devil Rides Out. Окултистката Диън Фортюн също се вдъхновява от Кроули за герои в книгите си The Secrets of Doctor Taverner (1926) и The Winged Bull (1935).
- Музика и поп култура: Той е включен в колажа от силуети върху обложката на албума „Sgt. Pepper's Lonely Hearts Club Band“ (1967) на „Бийтълс“, а мотото му "Do What Thou Wilt" („Прави каквото щеш“) е гравирано върху плочата Led Zeppelin III (1970) на Лед Цепелин. Съоснователят на Лед Цепелин Джими Пейдж дори купува дома на Кроули, Бoлескин, през 1971 г., като част от филма The Song Remains the Same е сниман там. Пейдж го продава през 1992 г. Освен това, макар Дейвид Боуи да споменава Кроули бегло в песента "Quicksand" (1971), предполага се, че текстът на хита "Let's Dance" (1983) значително парафразира поемата на Кроули Lyric of Love to Leah (1923). Ози Озбърн също пише песен, озаглавена Mr. Crowley (1980).
- Съвременни медии: Пророчески цитат за Новия Еон от творбата Magick in Theory and Practice (1911) е включен като въведение във видеоиграта Blood Omen: Legacy of Kain (1996).
- Академичен интерес: започва да расте в края на 1990-те години.

Кроули остава спорна, но вдъхновяваща фигура, чийто влияния обхващат изкуствата, литературата и дори видео игрите. 